# Sitina-Tunnel
Der Sitina-Tunnel (slowakisch Tunel Sitina oder auch Sitiny) ist ein Autobahntunnel der Autobahn D2 in der slowakischen Hauptstadt Bratislava. Er verläuft durch die Kleinen Karpaten zwischen den Anschlussstellen Bratislava-Polianky (59) und Bratislava-Mlynská dolina (61) und liegt vollständig im Stadtteil Karlova Ves. Die Weströhre ist 1.440 m lang, die Oströhre misst 1.415 m. Im Tunnel gilt ein Tempolimit von 80 km/h.
Der Bau hat im Dezember 2003 begonnen, und der feierliche Durchstich der ersten Röhre erfolgte am 8. Februar 2005. Die Bauweise erfolgte nach der Neue Österreichischen Tunnelbauweise. Die feierliche Freigabe mit dem letzten fehlenden Abschnitt der D2 war am 23. Juni 2007, die Verkehrsfreigabe erfolgte am Tag darauf. Der Tunnel entlastete die zu Stoßzeiten oft überlastete Kreuzung Patrónka, vervollständigte die innere Autobahnumgehung von Bratislava und wurde zum ersten zweiröhrigen Straßentunnel der Slowakei.
Die Kosten waren auf 3,5 Mrd. SKK (etwa 116 Mio. Euro) veranschlagt und erhöhten sich auf 4,5 Mrd. SKK (etwa 149 Mio. Euro).
Wegen des Baus des Tunnels musste unter anderem der Eingang in den Zoo Bratislava verlegt werden.